# Gino Sitson
 (septembre 2009).
Si vous disposez d'ouvrages ou d'articles de référence ou si vous connaissez des sites web de qualité traitant du thème abordé ici, merci de compléter l'article en donnant les références utiles à sa vérifiabilité et en les liant à la section « Notes et références ».
Gino Sitson est un musicien de jazz camerounais, né Pierre-Eugène Sitchet, près de Douala, au Cameroun, dans une région des Bamilékés. Il a commencé sa carrière comme batteur pour ensuite devenir chanteur et compositeur. Connu pour ses vocalismes, sa tessiture est de quatre octaves. Il a défendu avec brio (Mention très Honorable) le 27 juin 2017, un Doctorat en musicologie, spécialité ethnomusicologie à l'Université Paris-Sorbonne, où son sujet de thèse est centré sur le Gwoka de la Guadeloupe dans l'équipe de recherche Patrimoines et Langages Musicaux.

## Distinctions
En 2000, il est finaliste du Prix « Découvertes RFI ».
En 2002, son album Song Zin’…Vocadelic Tales est classé parmi les dix meilleurs albums jazz de l’année par le Los Angeles Times et est nommé aux Kora Awards en Afrique du Sud (Best Artist Central Africa).
En 2004, la compilation de berceuses, African Dreams, à laquelle il participe est primé Parents Choice Silver Medal Honor Awards.
En 2006, la ville de Miami, dans l'état de Floride, aux États-Unis, lui décerne les distinctions de Cultural Arts Ambassador (ambassadeur des arts et de la culture) et de Distinguished Visitor (citoyen d’honneur).
En 2008, l'album Bamisphere est pré-nommé pour les Grammy Awards.
Il a reçu, en 2016, le prix du meilleur album pour Body & Voice, par la version en espagnole du magazine World Music Central, appelée Músicas del Mundo online magazine, édité par Rafael Mieses.

## Biographie
Originaire du Cameroun, issu d'une famille de musiciens appelés Ntontas (joueurs de cornes), sa mère est vocaliste et directrice de chorale.
Gino Sitson s'initie tôt au blues, au jazz et aux musiques traditionnelles africaines, en écoutant les disques de ses parents et en jouant dès l'âge de 10 ans. Petit à petit, Gino Sitson s'insère dans le monde musical professionnel en tant que choriste et vocaliste.
Avant de commencer sa carrière de musicien professionnel, il partage son temps, à Paris, en France, entre ses études de musique, à l'Université de la Sorbonne, où il est diplômé de langues et d'ethnomusicologie. Il rentre alors peu à peu dans la scène musicale parisienne, d'abord en tant que batteur, puis, en tant que chanteur.
Ses capacités vocales ont été utilisées dans des spots publicitaire pour des marques telles que Danone, Peugeot, Vahiné (du groupe américain McCormick), ou encore Dim,, et il a composé et chanté pour les musiques des films, Jeanne et le Garçon formidable (1998), d'Olivier Ducastel et Jacques Martineau, et de la série Dora l'exploratrice.
En 1995, Gino Sitson sort un premier album solo au titre évocateur : Vocal Deliria. Un opus constitué de polyphonies et polyrythmies entièrement vocales remarqué par la presse et classé parmi les 21 meilleurs disques du mois de mai 1996 par le magazine français Jazzman. Au moyen de sa seule voix et de son corps, Sitson s’y fait tour à tour voix-lead, chœurs, percussions, basse... 
Il tourne alors avec sa propre formation vocal-afro-jazz, se produisant sur des grandes scènes, en France et à l’étranger : New Morning, Petit Journal Montparnasse, Le Duc des Lombards, Sunset, All Jazz Club, Hot Brass, Divan du monde. Manu Dibango l’invite au festival Soirs au village, il se produit au festival Fiestas des Suds à Marseille, à l’Open Music Festival au Locle (Suisse), le Musica Dei Popoli de Merate, le Palermo di Scena (Italie), le Popkomm à Cologne, à Lecco (Italie) en première partie de João Bosco, etc. 
Il joue aux côtés de Virginie Ledoyen et chante dans une comédie musicale dont il coécrit l’un des thèmes (Jeanne et le Garçon formidable, en avril 1998).
Fin 2000, Gino Sitson s’installe à New York.
Il est nommé pour le World Music Chart Europe et retenu comme finaliste aux Découvertes RFI. 
En 2002, il sort un second album solo : Song Zin'… Vocadelic Tales ("je vais vous raconter"). Cet opus est sélectionné par le Los Angeles Times comme l’un des dix meilleurs albums jazz de l’année. 
En 2003, Gino Sitson est nommé dans la catégorie « Meilleur artiste d’Afrique » aux Kora Awards. Il se produit dans des salles prestigieuses : Carnegie Hall, The Blue Note, Jazz Bakery, Joe’s Pub, SOB’s, Sweet Rhythm, Ashford & Simpson’s Sugar Bar, Jazz Standard, Blues Alley Jazz Club, Lincoln Center, Schomburg Center, Aaron Davis Hall, Embassy Of France, Snug Harbor Cultural Center) ; dans des musées de renom comme le Smithsonian, Museum for African Art, Brooklyn Botanic Garden, Brooklyn Museum of Art, Philadelphia Museum of Art, Museum for African Art …) ; dans de grands festivals comme le SxSW expo à Austin, au Texas, le Duke Ellington Jazz Festival, le JVC Jazz Festival, le Long Island Jazz Festival, où il fait la première partie de Roberta Flack[réf. souhaitée]. 
Dans Bamisphere, son troisième album, enregistré à New York, on trouve à ses côtés de grands noms du jazz : Ron Carter, Jeff "Tain" Watts, Essiet Essiet et Helio Alves (en). Il participe à un spectacle de Bobby McFerrin au Carnegie Hall : Instant Opera. 
En 2009, il sort l'album Way to go et en 2013, Listen — Vocal Deliria II.
le 1er octobre 2011, il s'inscrit à une thèse de doctorat sous l'intitulé Transmission de deux valeurs esthétiques dans le Gwoka, genre musical guadeloupéen : le « santiman » et la « lokans », dans le cadre de École doctorale Concepts et langages (Maison de la recherche, Paris) 
En 2013, il enregistre l'album VoiStrings (Buda Musique) avec Lonnie Plaxico à la double basse, Willard Dyson (en) à la batterie, Jody Redhage au violoncelle, Lev ‘Ljova’ Zhurbin à l'alto, et Charenee Wade à la voix.
En novembre 2015, il participe, en tant que doctorant, à un colloque sur les outils et méthodes pour l'enseignement de la musique et du traitement du signal à l'Université Jean-Monnet-Saint-Étienne, en se basant sur « une analyse de pièces musicales du répertoire Gwoka de la Guadeloupe »
Le 27 juin 2017, il obtient avec brio un doctorat en musicologie, mention très honorable à l'université de Paris-Sorbonne.

## Discographie

### Musicien principal
- 1995: Vocal Deliria (OCLC 743063919)[15]
- 2002 : Song Zin’…Vocadelic Tales (BNF 44301410),  (EAN 3355240255527)[16]
- 2005 : Bamisphere, accompagné de Ron Carter, Jeff "Tain" Watts, Essiet Essiet et Helio Alves (en), Polyvocal Records[3],[17].
- 2009 : Way to go, Alessa Records (en), (ALR 1011)[9]
- 2013 : Listen – Vocal Deliria II, avec en invitée, Gretchen Parlato, Buda Musique (BNF 43587843) (OCLC 852629804)[2].
- 2014 : VoiStrings, Buda Musique, avec Lonnie Plaxico à la contrebasse, Willard Dyson (en) à la batterie, Jody Redhage au violoncelle, Lev ‘Ljova’ Zhurbin à l'alto, et Charenee Wade à la voix[12],[18] (OCLC 910845982)
- 2016 : Body & Voice[19]
- 2019 : Echo Chamber, accompagné de Jody Redhage au violoncelle, Mike McGinnis à la clarinette et Lev ‘Ljova’ Zhurbin à l'alto ; avec en invitée Maria João à la voix, Manu Dibango au marimba, Sara Caswell au violon et René Geoffroy à la voix (bouladjel)[20]

### Accompagnement
- 2004 : African Dreams — lullabies and cradle songs from the motherland (compilation)[6] (OCLC 725080589)
- 2007 : Conversation de James Uhart & Gino Sitson[21]
- 2008 : Epassi n'Epassi de Julius Essoka (BNF 42015128)  (EAN 3760102200025)
- 2010 : Light as an elephant de James Uhart trio[21]